# Torre Annunziata

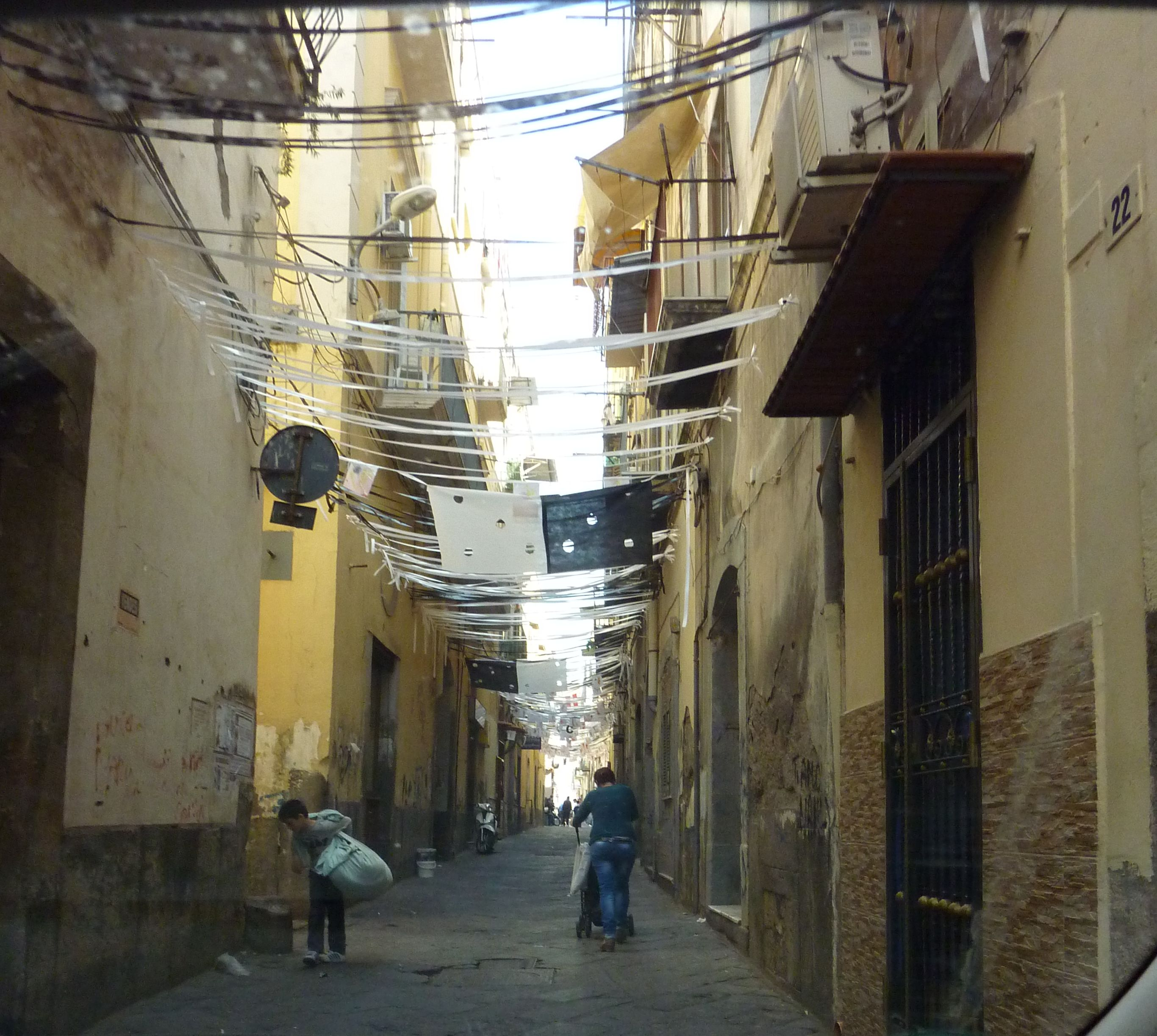
Straße in Torre Annunziata

Torre Annunziata ist eine Gemeinde mit 40.036 Einwohnern (Stand 31. Dezember 2023) in der Metropolitanstadt Neapel in der Region Kampanien. Seit 1997 zählt die dort befindliche archäologische Ausgrabungsstätte der Villa von Oplontis zum UNESCO-Welterbe.
Torre Annunziata grenzt an die Gemeinden Boscoreale, Boscotrecase, Castellammare di Stabia, Pompei, Torre del Greco und Trecase.

## Name
Der Name von Torre Annunziata geht auf eine kleine, im 14. Jahrhundert erbaute Kirche zurück, die der Verkündigung Mariä geweiht war. Kurz nach der Kirche ließ Graf Raimondo Orsini dort einen Turm zum Schutz der Einwohner errichten, weshalb das Dorf Torre dell’Annunciata, das heißt übersetzt „Turm der Verkündigung“, genannt wurde.

## Bevölkerungsentwicklung
Torre Annunziata zähltewann? 16.130 Privathaushalte. Zwischen 1991 und 2001 fiel die Einwohnerzahl von 52.875 auf 48.011. Dies entspricht einer prozentualen Abnahme um 9,2 %.

## Verkehr
Torre Annunziata liegt an der Autostrada A3 und der Strada Statale 18 Tirrena Inferiore sowie an der Eisenbahnstrecke Ferrovia Circumvesuviana.
Beim Eisenbahnunfall von Torre Annunziata im Jahr 1939 starben 29 Menschen.

## Söhne und Töchter der Stadt
- Dino De Laurentiis (1919–2010), Filmproduzent
- Angelo Abenante (1927–2024), Politiker
- Tullio De Mauro (1932–2017), Politiker und Linguist
- Xiro Papas (1933–1980), Schauspieler und Filmproduzent
- Onorato Bucci (1941–2025), Rechtshistoriker
- Giampaolo Di Paola (* 1944), ehemaliger Vorsitzender des NATO-Militärausschusses
- Maurizio Chiodi (* 1955), römisch-katholischer italienischer Theologe
- Maria Nazionale (* 1969), Sängerin und Schauspielerin
- Salvatore Monaco (* 1972), Fußballspieler
- Pietro Aurino (* 1976), Boxer
- Alfonso Pinto (* 1978), Boxer
- Ciro Immobile (* 1990), Fußballspieler
- Irma Testa (* 1997), Boxerin

## Zitat
„Wir aßen zu Torre Annunziata, zunächst des Meeres tafelnd.
Der Tag war höchst schön, die Aussicht nach Castell a Mare und Sorrent nah und köstlich.
Die Gesellschaft fühlte sich so recht an ihrem Wohnplatz, 
einige meinten, es müsse ohne den Anblick des Meers doch gar nicht zu leben sein.
Mir ist schon genug, daß ich das Bild in der Seele habe,
  und mag nun wohl gelegentlich wieder in das Bergland zurückkehren.“